# Julie Bressetová
Julie Bressetová (* 9. června 1989 Saint-Brieuc) je bývalá francouzská závodnice na horských kolech a v cyklokrosu. 
Původně se věnovala tanci a gymnastice, od devíti let byla členkou cyklistického týmu VTT Côtes-d'Armor de Hillion. Roku 2007 se stala juniorskou mistryní Francie na horském kole. V roce 2010 získala první ze čtyř po sobě jdoucích titulů ze seniorského národního šampionátu. V roce 2011 se stala mistryní světa ve štafetě a v závodě jednotlivkyň do 23 let. V této sezóně vyhrála také celkovou klasifikaci Světového poháru v disciplíně cross-country a mistrovství Evropy na horských kolech jezdkyň do 23 let v Dohňanech. Stala se rovněž mistryní Bretaně v cyklokrosu.
V roce 2012 zvítězila v olympijském závodě a stala se seniorskou mistryní světa. V roce 2013 titul mistryně světa obhájila a získala stříbrnou medaili ze štafety. V roce 2015 vyhrála závod Roc d'Azur a mistrovství Francie v maratónu na horských kolech. Její další kariéra byla poznamenána zdravotními problémy, potýkala se se syndromem vyhoření a pro onemocnění mononukleózou se nezúčastnila olympiády v roce 2016 a následující sezónu vynechala. Pokusila se o návrat v barvách týmu MASSI, avšak nebyla nominována na LOH 2020. V říjnu 2021 oznámila ukončení sportovní činnosti.
Julie Bressetová obdržela Řád čestné legie a byla uvedena do Síně slávy Evropské cyklistické unie. V anketě Vélo d'or français o francouzského cyklistu roku dvakrát obsadila druhé místo (2012 a 2013).